# Йонс, Карин
Карин Йонс (род. 29 апреля 1953, Киль) — член Европарламента в 1994—2009 годах. Старший консультант в Европейском центре политики социальных стратегий
— European Social Policy Strategies (EuSoPo). С сентября 2009 года член федерального правления Социал-демократической партии Германии.

## Биография
В 1977 году окончила Гейдельбергский университет по специальности политология и история и в 1980 году в университете Мангейма сдала государственный экзамен по славистике. С 1976 по 1980 — независимый журналист ряда региональных изданий. С 1976 по 1980 — редактор при главном управлении Союза общественных услуг и транспорта Германии (ÖTV).
В 1981 переехала в Бонн, где до 1982 года работала в качестве пресс-секретаря сенатора по делам федерации г. Бремена. После чего до 1986 года возглавляла канцелярию Уполномоченного по культурным связям Германии и Франции.
В 1997 работала референтом по международным и европейским делам в Государственной канцелярии земли Северный Рейн-Вестфалии в Дюссельдорфе. После чего ей было поручено создание представительства свободного ганзейского города Бремена в Брюсселе.
Карин Йонс член Социал-демократической партии Германии с 1973 года. С 1979 по 1980 член окружного правления СДПГ в г. Гейдельберг, а с 1998 является членом земельного правления СДПГ в г. Бремен.
с 1994 по 2009 гг. Карин Йонс входила в состав Европарламента, где работала в постоянном комитете по вопросам занятости и социальной политики, а также была председателем Европейской парламентской группы по борьбе с раком молочной железы. С 2007 года занимала пост заместителя председателя депутатов Европарламента от СДПГ и ответственного секретаря парламента.
В 2001—2007 годах — президент немецкого отделения Europa Donna, европейской ассоциации по борьбе с раком молочной железы. С 2008 года Карин Йонс член Совета вещания Радио Бремен и Консультативного программного комитета ARD.